# Svartsjöarna (Vilhelmina socken, Lappland, 722953-147263)
Svartsjöarna är en sjö i Vilhelmina kommun i Lappland och ingår i Ångermanälvens huvudavrinningsområde. Sjön har en area på 0,0644 kvadratkilometer och ligger 737 meter över havet. Svartsjöarna ligger i Marsfjället Natura 2000-område.

## Delavrinningsområde
Svartsjöarna ingår i det delavrinningsområde (723141-147258) som SMHI kallar för Mynnar i Tjäpsjukke. Medelhöjden är 851 meter över havet och ytan är 14,01 kvadratkilometer. Det finns inga avrinningsområden uppströms utan avrinningsområdet är högsta punkten. Vattendraget som avvattnar avrinningsområdet har biflödesordning 3, vilket innebär att vattnet flödar genom totalt 3 vattendrag innan det når havet efter 379 kilometer. Avrinningsområdet består mestadels av skog (42 procent), sankmarker (20 procent) och kalfjäll (37 procent). Avrinningsområdet har 0,19 kvadratkilometer vattenytor vilket ger det en sjöprocent på 1,3 procent.